# 에리히 폰 슈트로하임
에리히 폰 슈트로하임(Erich von Stroheim, 1885년 9월 22일 ~ 1957년 5월 12일)은 오스트리아계 미국의 감독, 배우, 영화 각본가, 프로듀서이다.

## 작품 목록

### 연출
- 블라인드 허즈번드 (1919)
- 악마의 열쇠 (1920)
- 어리석은 아낙네들 (1922)
- 회전목마 (1923)
- 탐욕 (1924)
- 메리 위도우 (1925)
- 웨딩마치 (1928)
- 퀸 켈리 (1932)
- 헬로, 시스터! (1933)